# 阿弥陀佛

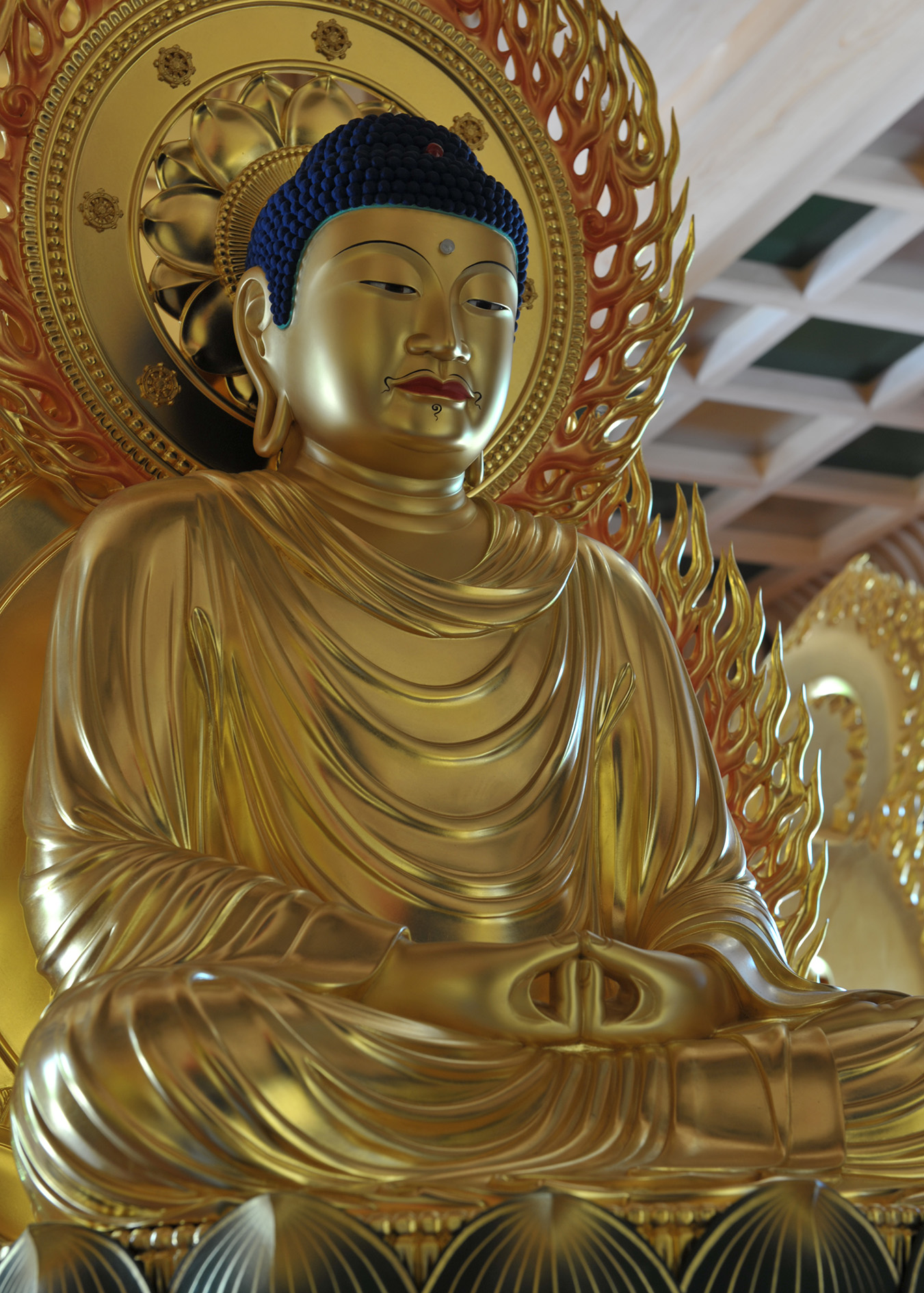
阿弥陀佛像，日本玉名市莲花院多宝塔。

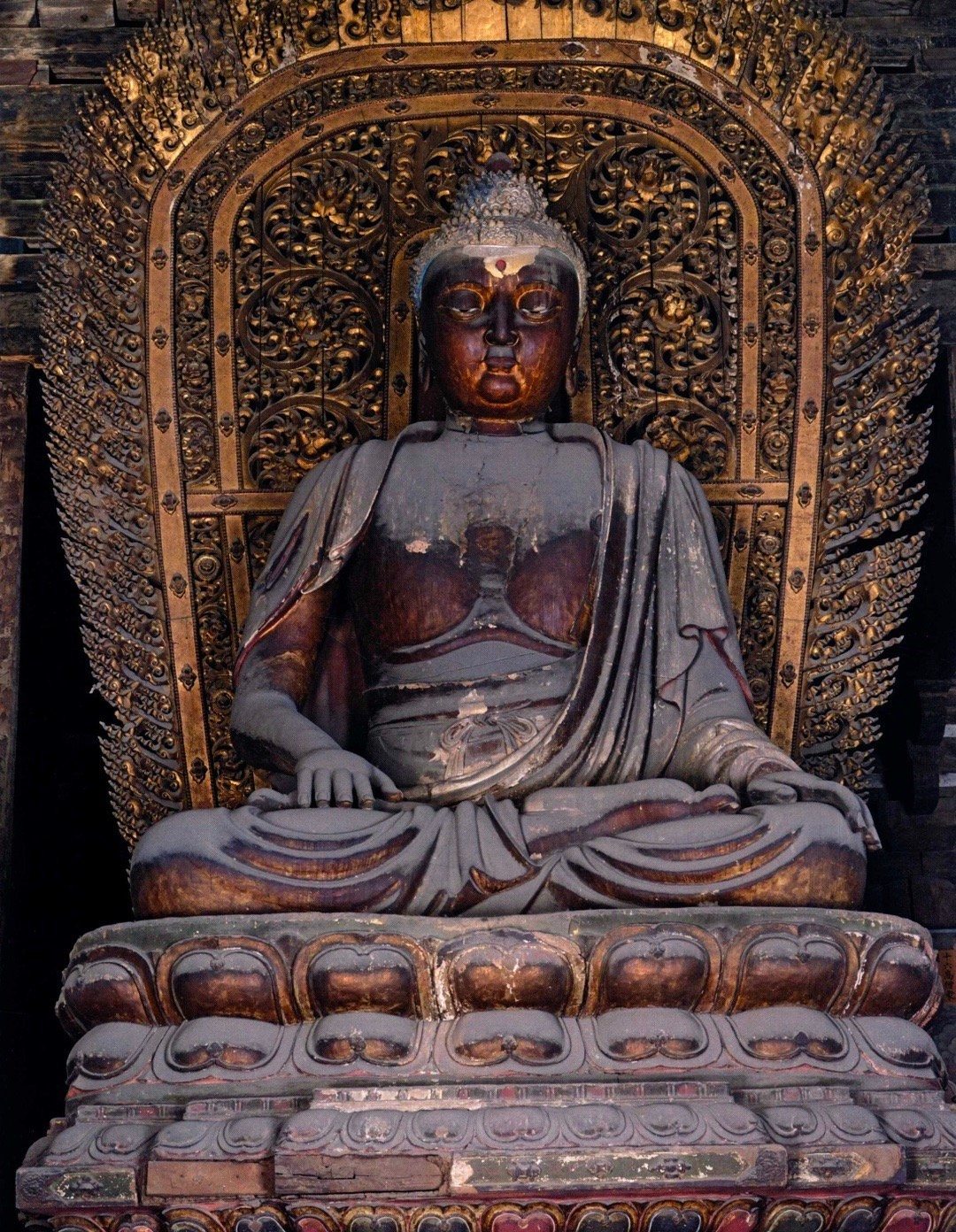
阿彌陀佛 - 善化寺, 大同市, 山西省, 中国

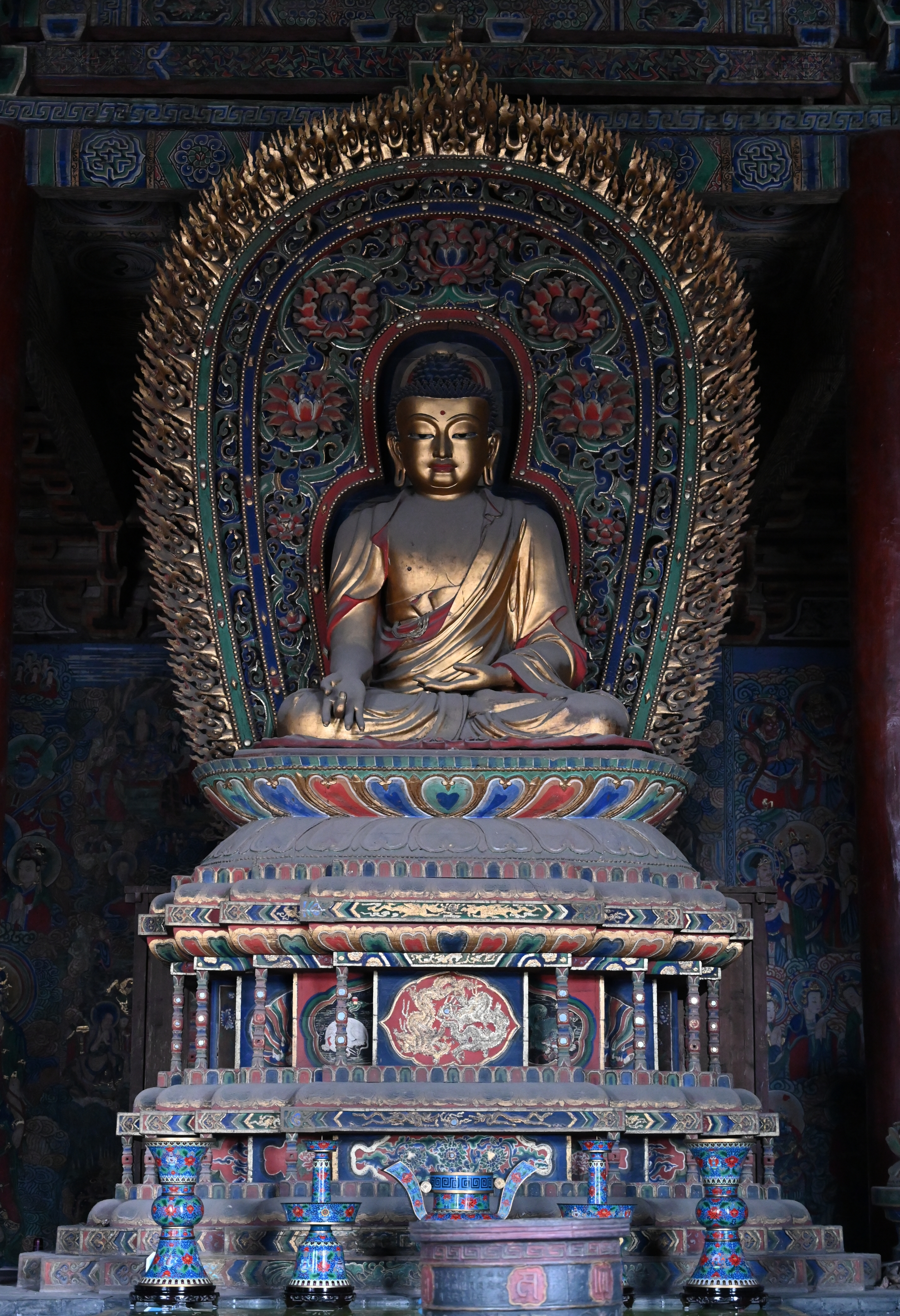
阿彌陀佛 - 华严寺, 大同市, 山西省, 中国

阿彌陀佛（Amitābha），意為無量光佛，另名無量壽佛（Amitāyus），又稱為無量清淨佛、觀自在王佛、得自性清淨法性佛，在華人地區習慣作彌陀佛、彌陀等簡稱；在大乘佛教信仰中，祂是西方极乐世界的教主。
在大乘佛教初期發展時，阿彌陀佛與東方妙喜世界的阿閦佛有同樣地位，密宗以其佛為五方佛之一，為蓮花部主，主妙觀察智。在唐朝，善導大師楷定淨土宗之念佛法門，阿彌陀佛成為漢傳佛教中的信仰主流之一。

## 詞源
在梵語中，無量光（अमिताभ，Amitābha）與無量壽（अमितायूस्，Amitāyus）都來自同一個字根 （Amita，音譯阿彌陀）。（Amita）來自梵語動詞字根，mā-，源自原始印歐字根 *meh₁-，意為「測量、量度、被計算」，拉丁文同源詞metiri>mensus>mensurare>英文measure，mā的過去分詞形態 mita（弥陀）；否定冠詞，a-，音譯“阿”，拉丁文、英文同源詞a-/an-/un-/u-；a加上mita意為「無量、無法測量、無法計算」。後綴 ābha 是「光」的意思，意譯為「無量光」，音译阿弥陀婆或阿弥多婆。另一個梵文名 Amitāyus，後綴 āyus 是「壽命」的意思，意譯為「無量壽」，音译阿弥陀庾斯。

## 名號釋義
阿彌陀佛的稱號非常多，包括但不限於：西方佛、甘露佛、無量佛、永光佛、諸光佛、無量清净佛、無邊光佛、無礙光佛、無對光佛、炎王光佛、清淨光佛、歡喜光佛、智慧光佛、不斷光佛、難思光佛、無稱光佛、超日月光佛、觀自在王佛、永壽佛、長壽佛、月巴墨佛（藏音）等，其他音譯則有阿弥多佛、阿弭跢佛、阿弭亸佛、阿弥多廋佛、阿弥多婆佛、阿弥亸皤佛、阿彌陀婆耶佛。
《巴利文三藏》中未有關於此佛的記載。在漢傳佛教中，最早譯出的淨土經典《般舟三昧經》將其名號譯為「阿彌陀佛」。鳩摩羅什譯本《阿彌陀經》，也使用阿彌陀佛譯名，成為最通行的說法。經中說，因為他壽命無量、光明無量，故名為「阿彌陀」。玄奘譯本中，沒有“阿彌陀佛”這個名稱，而是使用“無量光佛（Amitābha，單數主格為Amitābhas）”，和“無量壽佛（Amitāyus）”這兩個名字，而現代學者穆勒（F. Max Muller）收集的梵文本《阿彌陀經》與藏傳《無量壽經》皆和玄奘譯本相同，沒有使用阿彌陀佛這個稱號。
《般舟三昧經》中說，成就阿彌陀佛念佛三昧時，可以見到一切諸佛。《觀無量壽佛經》第九觀，觀阿彌陀佛身色如金山，莊嚴相好，當觀想成就時，能見一切諸佛。印順法師認為，修持觀想阿彌陀佛法門，成就念佛三昧，即可見無量諸佛；觀阿彌陀佛，即是觀無量諸佛，因此阿彌陀佛被稱為「無量佛」；此為阿彌陀佛的根本義。
宣揚專修阿彌陀佛法門的經典中，影響最廣的，首推曹魏時代的康僧鎧譯本《無量壽經》。在此經中，以無量壽佛（Amitāyus）為他的主要名稱。在《無量壽經》中，也記載阿彌陀佛另一個名號為無量光佛（Amitābha）。宋施護《佛說如幻三摩地無量印法門經》以無量光佛為他的主要名稱。三國吳支謙譯《佛說無量清淨平等覺經》中稱他為無量清淨佛。
《拔一切業障根本得生淨土陀羅尼》（又稱往生咒）稱他為「阿彌唎哆」。阿彌唎哆，梵語amṛta，為印度神話中的不死藥、不老泉，意譯為「甘露」，表示永生，佛教以此來表示永遠的涅槃，有「甘露味」、「甘露門」、「甘露道」等等的說法。故阿彌陀佛有甘露王的稱號。
在藏傳佛教中，阿彌陀佛其實也有無量光佛與無量壽佛兩種不同譯法，與漢傳佛教相同，只是漢傳佛教多意譯作無量壽佛，藏傳佛教多意譯作無量光佛。
除了極樂世界阿彌陀佛外，也有其他世界的佛，擁有「無量光」與「無量壽」的名號。《十住毘婆沙論》中，十方佛的西方佛，名為無量明佛。
日本東密興教大師，根據金剛界經典，認為阿彌陀佛即毗盧遮那佛的化身（毗盧遮那佛，即大日如來），明朝净土宗的蓮池大師也有相同的看法。

## 心咒
唵阿密㗚多帝際賀囉吽（oṃ a mṛ ta te je ha ra hūṃ）

## 阿彌陀佛四十八願
據《佛說大乘無量壽莊嚴清淨平等覺經》（無量壽經），阿彌陀佛的前身（法藏比丘）在過去佛世間自在王如來前發下四十八個大願。其目的為建立一個西方極樂世界，讓十方世界的眾生都能離苦得樂。
四十八願的核心於第十八願——十念必生願，即念佛往生的根據。前提為犯有五逆罪與誹謗正法者無法往生。（《觀無量壽佛經》（觀經）世尊在下品下生觀開示，犯五逆、十惡，或造種種惡業或誹謗正法而無有慚愧者，在臨命終前肯懺悔念佛，亦可往生淨土。）

## 阿彌陀佛形象

阿彌陀佛

阿彌陀佛的形象各有不同，其中常見一般為與願印與說法印。而阿彌陀佛手持蓮池的形象，與所在道場情況有關。如右手持蓮花為與願印，寓意阿彌陀佛與眾生願力相等。而左手持蓮花為接引印，寓意阿彌陀佛接引眾生往生極樂世界。

## 彌陀偈
阿彌陀佛身金色，相好光明無等倫。

白毫宛轉五須彌，紺目澄清四大海。

光中化佛無數億，化菩薩眾亦無邊。

四十八願渡眾生，九品咸令登彼岸。

南無西方極樂世界，
大慈大悲阿彌陀佛。
彌陀偈（彌陀讚）是關於阿彌陀佛的一首偈頌。其中“彌陀偈”也是淨土宗裡最重要的一首偈頌，其中該偈頌也在佛教中廣為流傳。而在蒙山施食即將結束前的彌陀偈，在前面則會添加“四生登於寶地，三有托化蓮池。河沙餓鬼證三賢，萬類有情登十地。”

### 另外版本
阿彌陀佛，無上醫王。
巍巍金相放毫光。
苦海作慈航。
九品蓮邦。同願往西方。
以及其餘版本。其中“阿彌陀佛，無上醫王”版本在佛教日常中較為少見，一般僅在法會中出現，例如中峰三時繫念法會。

## 種子字
阿弥陀佛的種子字是𑖮𑖿𑖨𑖱𑖾（hrīḥ），天城文：，藏文转写作：ཧྲཱིཿ。
观世音菩萨的种子字與阿弥陀佛相同。台湾“生命电视台”以此作为台标。

## 阿彌陀佛经典
最早传入中国的与净土有关的经典为《般舟三昧经》，由支娄迦谶于东汉時汉灵帝光和二年翻译。该经描述了通过观想或念诵佛名，而使十方诸佛特别是阿弥陀佛现前的法门要义。
《阿弥陀经》由鸠摩罗什翻译。该经用简洁华丽的笔法描绘净土世界的清净庄严，并有持名念佛的法门。现存唐玄奘的重译，名为《称赞净土佛摄受经》。
与《阿弥陀经》类似的短篇佛经尚有《阿弥陀鼓音声王陀罗尼经》，简称《鼓音声经》，译者不详。该经也是释迦解说阿弥陀佛功德之作，但有两点特色：一为经中记载的阿弥陀佛父母之名；二为经内含的“鼓音声王大陀罗尼”。
《观无量寿经》简称《观经》，乃刘宋畺良耶舍译。此经目的在于指导净土修行者对极乐世界进行观想，其中十六种观门中的最后三种主要描述了“九品往生”的状况。唐善導大師著有《觀經四帖疏》，係鑑於當時修行人錯解念佛法門，故楷定正確之方法，其云「此義已請證定竟，一句一字不可加減，欲寫者一如經法，應知。」
《无量寿经》是净土宗的主要经典，介绍了阿弥陀佛前世為法藏比丘的功德和他立誓成佛所许的根本愿。该经有众多译本，现存的有东汉、孙吴、曹魏、唐朝、宋朝译出的五种不同版本。其中唐代译本被明代的藕益大师认为是五个译本中最佳的，而曹魏版则得到印光大师的支持，流传较广。
密教的《无量寿如来念诵仪轨》、《观自在王如来修行法》、《无量寿如来十甘露真言》等法门。而单纯的密经中，阿弥陀佛也时常占有重要的位置，作为莲花部的部祖，也是大日如来妙观察智的显现。因此，对阿弥陀佛的崇拜和密教手印與儀軌结合在一起。

## 本生因緣
多部經典記載了阿彌陀佛的不同本生因緣：
- 《妙法蓮華經》：阿彌陀佛、阿閦佛與釋迦牟尼佛，在過去世中，皆是大通智勝佛的十六個兒子之一，因修行《妙法蓮華經》而成就[22]。

- 《悲華經》：阿彌陀佛過去世中，出生在刪提嵐國土，名為無諍念王，因其大臣寶海的勸告，隨寶藏如來修行，又名無量淨。他生有千子，其長子不眴後來成為觀世音菩薩，次子尼摩則成為大勢至菩薩，其後諸子為文殊師利、普賢、阿閦佛等。其大臣寶海即為釋迦牟尼佛的前世[23]。

- 《觀佛三昧海經》：在過去世中，在空王佛門下有四個比丘，阿彌陀佛為第三比丘，因修行念佛法門而成就[24]。

- 《阿彌陀鼓音聲王陀羅尼經》：阿彌陀佛出生於清泰國土，為轉輪聖王月上之子，其母為殊勝妙顏，其子為月明[25]。

- 《佛說濟諸方等學經》：在「離垢㷿成就功稱如來」在世時，阿彌陀佛的前世為淨命比丘，釋迦牟尼佛的前世名叫為「法比丘」。法比丘一心宣揚空法，毀謗淨命比丘，最後墮入地獄。因此釋迦牟尼在五濁惡世成道，而阿彌陀佛在淨土成道[26]。

- 《一向出生菩薩經》：阿彌陀佛為大轉輪王持火之子，名為不思議勝功德，他在寶功德威宿劫王如來門下，因修持入無邊門陀羅尼而成就[27]。

- 《覺智方廣經》：釋迦牟尼曾對大目犍連說，在過去世，名稱高顯如來門下有位比丘，名等，他修行大乘，但是因為輕慢甚深法，將投胎至長壽天。高顯如來以神通發現，這名比丘因在長壽天中無法修行，命終後將墜阿鼻地獄，之後投生人世也將會聾啞，無法修行。高顯如來以化身於多生中教導這位比丘，使他成佛。高顯如來即是現在現一切義如來，這位比丘則是無量光如來[28]。

- 《佛说无量寿经》：阿弥陀佛在成佛前的一个世间，是世饒国的国王——世饶王。在他当国王时非常喜欢听佛讲经说法，他的悟性也很强，佛讲的这些道理他很快就能理解。此后他决定潜心修道，并放弃王位，出家为僧人，法号為法藏比丘。他认为人在世间，苦海无边，于是他决定要帮助芸芸众生脱离苦海。从此他发下四十八個大願，一定要成就这样一个世界。经过数劫的努力，他的无边愿力终于帮助他成就了这一宇宙中最理想的世界——西方极乐世界。从此成为了十方一切诸佛都共同赞誉的阿弥陀佛。众生通过念佛一心来到西方极乐世界。在西方极乐世界，没有恶道，与诸大菩萨如观世音菩萨、大势至菩萨、文殊菩萨、普贤菩萨等聚会一处，能够听受佛法，而且寿命無限，还可以知道各处其他众生的心念和命运，得到与佛一樣的智慧。

## 念佛往生極樂國土
佛教淨土宗或稱顯教信眾均認為，念佛可以往生西方極樂世界國土，阿弥陀佛手持莲花，与觀世音菩薩、大势至菩萨等二十五大菩薩以至於清净大海众菩萨會接引十方念佛众生。释迦牟尼佛曾多次宣讲阿弥陀佛的念佛法门，推荐人们到只有欢乐、没有痛苦的极乐世界去生活，其要求就是信、愿、行（念佛）具足，这是不分利根、钝根，人人都可以修学、都可以成就的法门。如果在“信、愿、行”外持修三福、具足众戒、念佛功夫下得深，往生的品位还要更高。因为十方三世一切诸佛都称叹阿弥陀佛功德，所以念阿弥陀佛者，十方三世一切佛都加以护念。而且，不管是根性高下，只要念佛，乃至十念，现前、将来，必定能够成佛，这是阿弥陀佛成佛前发的大愿之一。所以，念阿弥陀佛修持佛法的人，“于我法中，得名第一弟子”（《无量寿经》）。今生能够接触到阿弥陀佛，也是无量劫来积累善根、福德、因缘的结果。十方诸佛与大菩萨都发愿要帮助念佛众生往生西方。众生往生西方成佛之后，得佛智慧，还可以任意到各个佛国，帮助、救度无边众生。
“舍利弗，若有善男子善女人，闻是经受持者，及闻诸佛名者，是诸善男子善女人，皆为一切诸佛之所护念，皆得不退转于阿耨多罗三藐三菩提。是故舍利弗，汝等皆当信受我语，及诸佛所说。（《阿弥陀经》）”
華人熟知的观世音菩萨和大势至菩萨在阿弥陀佛后将继任西方教主。念佛法门即是汉传佛教流传悠远的净土宗。五代永明延寿大师曾作《四料簡》：“有禅无净土，十人九蹉路，阴境若现前，瞥尔随他去。无禅有净土，万修万人去，但得见弥陀，何愁不开悟。有禅有净土，犹如戴角虎，现世为人师，来生作佛祖。无禅无净土，铁床并铜柱，万劫与千生，没个人依怙。”
東密的一些經典，則認為觀音菩薩即阿彌陀佛的另外一個形象。不空三藏所譯出的密教《大樂金剛不空真實三昧耶經般若波羅蜜多理趣釋經》中認為觀音菩薩即是無量壽佛（阿彌陀佛的另一名稱），又名「得自性清淨法性如來」、「觀自在王如來」，在西方清淨佛國之中，觀世音菩薩即現佛身。但在五濁惡世中，祂即以觀自在菩薩的形像出現。
关于阿弥陀佛的主要经典，包括《佛说阿弥陀经》、《佛说无量寿经》、《佛說觀無量壽佛經》（合稱“淨土三經”）、《楞严经·大势至菩萨念佛圆通章》、《大方广佛华严经·入不思议解脱境界普贤菩萨行愿品》等。民國范古農居士（1881－1951）曾羅搜經典中有關阿彌陀佛或極樂世界等關鍵字，並將該經文段句編著成《阿彌陀佛聖典》。

## 彌陀聖誕
漢傳佛教中訂阿彌陀佛誕辰為農曆之十一月十七日，典故來自五代永明延壽禪師提倡淨土信仰，世人傳為阿彌陀佛化身，故將禪師之生日訂為阿彌陀佛之聖誕。《彌陀經》載阿彌陀佛於十劫前成佛，其確切生日於佛經中並未說明，漢傳佛教以此日紀念阿彌陀佛，其實也是紀念淨土宗之祖師。

## 學者之比較宗教研究
有一些学者认为，弥陀信仰受到西亞波斯琐罗亚斯德教中的太阳神崇拜影响。而亦有学者认定，阿弥陀佛的信仰出自印度文明内部，即在《考史多启奥义书》中描绘的梵天玉座名为“无量威力”（Amitojas）与佛教的“无量光”之理念相通，并且这一奥义书中的死后世界在细节上和极乐世界有很多相似之处。而极乐世界中的七宝莲池，黄金大地，也与印度人心目中的理想世界形态密切相关。

## 化身
被認為是阿弥陀佛化身的有：
- 無量壽智光王佛（為世人延壽治病的佛）、觀自在王如來（觀自在菩薩的如來相）、甘露王如來（施餓鬼時的如來相）、大威德明王（能降魔延壽的金剛明王）
- 唐代高僧，净宗二祖 释善导（善导大师）
- 唐末五代高僧，净宗六祖，法眼宗三祖 永明延寿（永明延寿大师）
- 唐代国清寺 丰干禅师
- 明代高僧，净宗八祖 莲池祩宏（莲池大师）
- 班禪喇嘛

## 外部連結
- 黃啟江：〈北宋時期兩浙的彌陀信仰 （页面存档备份，存于）〉